# Кубок вызова МХЛ 2014

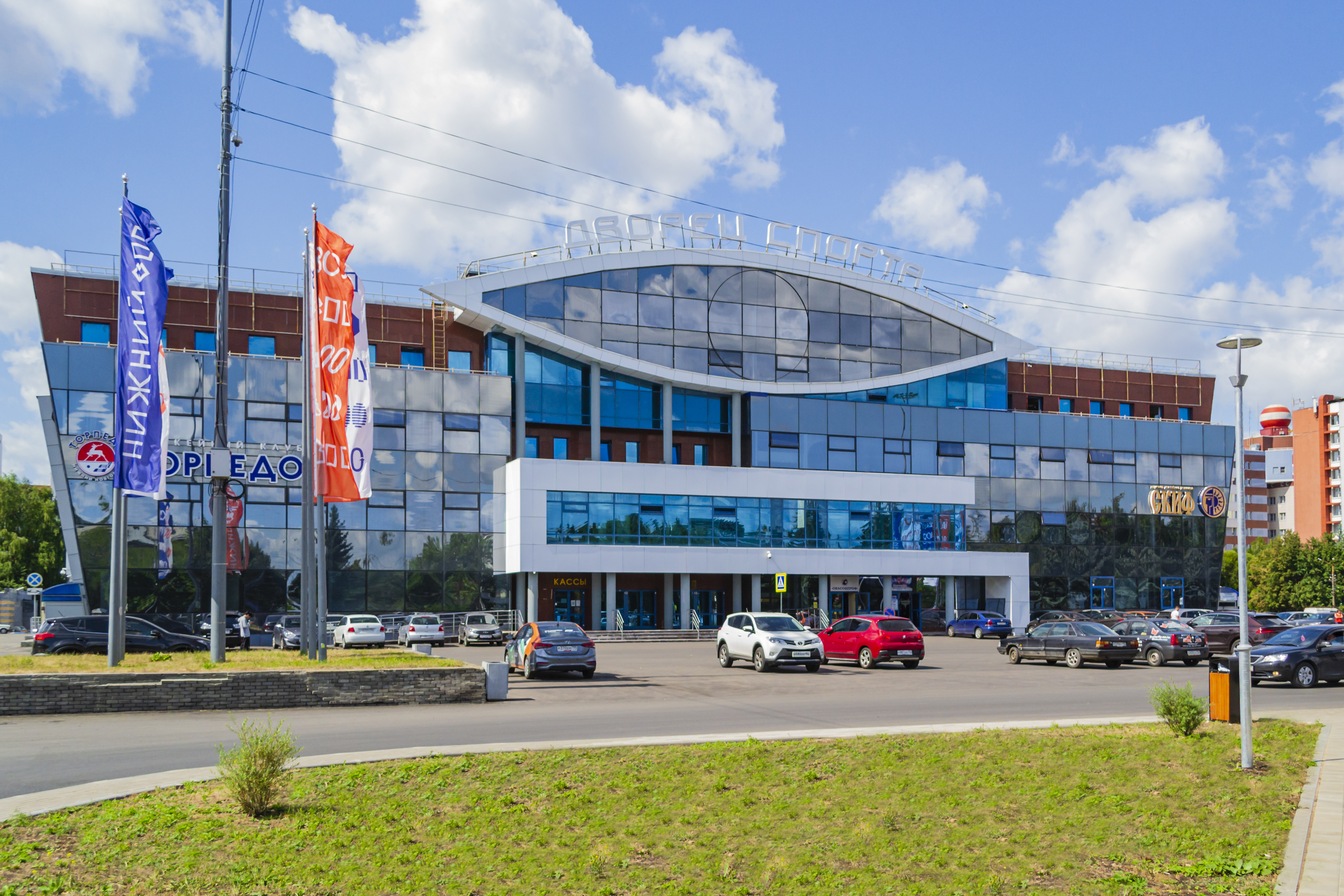
КРК «Нагорный» (вм. 5 600)

Кубок вызова МХЛ 2014 — пятый в истории Кубок вызова Молодёжной хоккейной лиги. Он состоялся 1 февраля 2014 года в Нижнем Новгороде в культурно-развлекательном комплексе "Нагорный и завершился победой команды Запада со счётом 5:3.

## Составы команд
| Сборная Востока | Сборная Востока | Сборная Востока     | Сборная Востока    | Сборная Запада | Сборная Запада | Сборная Запада        | Сборная Запада               |
| --------------- | --------------- | ------------------- | ------------------ | -------------- | -------------- | --------------------- | ---------------------------- |
| №               | Гр.             | Фамилия Имя         | Команда            | №              | Гр.            | Фамилия Имя           | Команда                      |
| Вратари         |                 |                     |                    |                |                |                       |                              |
| 1               | Россия          | Василий Демченко    | Белые медведи      | 1              | Россия         | Игорь Шестёркин       | МХК Спартак                  |
| 20              | Россия          | Максим Ершов        | Молот              | 20             | Россия         | Иван Бочаров          | ХК МВД                       |
| Защитники       |                 |                     |                    |                |                |                       |                              |
| 2               | Россия          | Николай Тимашов     | Стальные лисы      | 2              | Россия         | Артём Перминов        | Русские витязи               |
| 3               | Россия          | Алексей Кириллов    | Кузнецкие медведи  | 3              | Россия         | Юрий Козловский       | МХК Спартак                  |
| 4               | Россия          | Александр Сорокин   | Ладья              | 4              | Чехия          | Томаш Дворжак         | Энергия                      |
| 5               | Россия          | Евгений Сулимов     | Олимпия            | 5              | Чехия          | Ян Полата             | Ред Булл                     |
| 6               | Россия          | Никита Церенок      | Снежные барсы      | 6              | Россия         | Виталий Тесленко      | Амурские тигры               |
| 7               | Россия          | Даниил Арефьев (А)  | Омские ястребы     | 7              | Казахстан      | Станислав Зинченко    | Молодая гвардия              |
| 8               | Россия          | Альберт Гатин       | Челны              | 8              | Россия         | Кирилл Маслов (К)     | Локо                         |
| 9               | Россия          | Дмитрий Лебедев     | Авто               | 9              | Латвия         | Эдмундс Аугсткалнс    | ХК Рига                      |
| Нападающие      |                 |                     |                    |                |                |                       |                              |
| 10              | Россия          | Виктор Шахворостов  | Барс               | 10             | Россия         | Никита Комаров        | Капитан                      |
| 11              | Россия          | Валерий Поляков (А) | Толпар             | 11             | Россия         | Иван Петраков (А)     | Локо                         |
| 12              | Россия          | Константин Окулов   | Сибирские снайперы | 12             | Беларусь       | Максим Парфеевец      | Юность                       |
| 13              | Россия          | Андрей Мнихович     | Реактор            | 13             | Россия         | Сергей Лапин          | Серебряные львы              |
| 14              | Россия          | Денис Шураков (К)   | Чайка              | 14             | Россия         | Вячеслав Лещенко      | Атланты                      |
| 15              | Россия          | Павел Варфоломеев   | Мамонты Югры       | 15             | Беларусь       | Артур Дриндрожик      | Динамо-Шинник                |
| 16              | Россия          | Никита Сироткин     | Белые тигры        | 16             | Россия         | Денис Орлович-Грудков | СКА-1946                     |
| 17              | Россия          | Денис Дюрягин       | Кристалл           | 17             | Россия         | Кирилл Смирнов        | МХК Химик                    |
| 18              | Россия          | Павел Осипов        | Юниор              | 18             | Россия         | Егор Парфёнов         | МХК «Динамо Санкт-Петербург» |
| 19              | Россия          | Игорь Сафаралеев    | Тюменский легион   | 19             | Россия         | Артём Воробьёв        | Алмаз                        |
| 21              | Россия          | Кирилл Семёнов      | Омские ястребы     | 21             | Россия         | Александр Тимирёв     | Красная армия                |
| 22              | Россия          | Алексей Митрофанов  | Толпар             | 22             | Россия         | Илья Шипов (А)        | ХК МВД                       |
| 23              | Россия          | Игорь Руденков      | Чайка              |                |                |                       |                              |
| Тренеры         |                 |                     |                    |                |                |                       |                              |
|                 | Россия          | Вячеслав Рьянов     | Чайка              |                | Россия         | Сергей Орешкин        | ХК МВД                       |
|                 | Россия          | Сергей Лопушанский  | Барс               |                | Россия         | Михаил Васильев       | Красная армия                |
|                 | Россия          | Юрий Панов          | Омские ястребы     |                | Латвия         | Леонид Тамбиев        | ХК Рига                      |

## Ход игры
| 1 февраля 2014 | Восток | 3 : 5 (0:1, 2:1, 1:3) | Запад | КРК «Нагорный» Зрителей: 5500 |

| Отчёт | Отчёт                                           | Отчёт | Отчёт                      | Отчёт                                   |
| --- | ----------------------------------------------- | --- | -------------------------- | --------------------------------------- |
| |                                                 | |                            |                                         |
| | Демченко (31:45, Ершов)                         | Вратари | Шестёркин (30:20, Бочаров) | Судьи: Носов (Казань) Соловьёв (Москва) |
| | Голы:                                           | |                            | Судьи: Носов (Казань) Соловьёв (Москва) |
| Дюрягин (Сулимов, Осипов) 22:31 Варфоломеев (Поляков, Гатин) 32:07 Лебедев (Шураков, Руденков) 46:01 (бол.) | 0 : 1 1 : 1 2 : 1 2 : 2 3 : 2 3 : 3 3 : 4 3 : 5 | Воробьёв (Лещенко, Шипов) 07:23 Тимирёв 39:37 (бол.) Полата (Тимирёв) 56:47 (бол.) Дворжак 57:05 (бол.) Тимирёв 59:59 (en) |                            | Судьи: Носов (Казань) Соловьёв (Москва) |
| |                                                 | |                            | Судьи: Носов (Казань) Соловьёв (Москва) |
| |                                                 | |                            | Судьи: Носов (Казань) Соловьёв (Москва) |
| |                                                 | |                            | Судьи: Носов (Казань) Соловьёв (Москва) |
| 18 мин | Штраф                                           | 18 мин |                            | Судьи: Носов (Казань) Соловьёв (Москва) |
| |                                                 | |                            |                                         |
| | 24                                              | Броски | 44                         |                                         |